# Station Otokoyama-Sanjo
Station Otokoyama-Sanjō  (男山山上駅, Otokoyama-Sanjō-eki) is een kabelspoorwegstation in de Japanse stad Yawata. Het wordt aangedaan door de Otokoyama-kabelbaan. Het station heeft twee ongenummerde perrons aan een enkele kabelspoorweg.

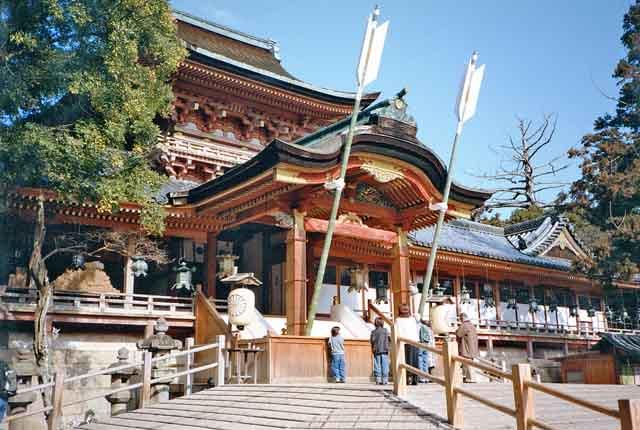
De Iwashimizu-schrijn nabij het station.

## Geschiedenis
Het station werd in 1926 geopend. Tussen 1944 en 1955 was het station gesloten.

## Stationsomgeving
- Otokoyama (berg)
  - Iwashimizu-schrijn